# Meziměstí (stacja kolejowa)
Meziměstí – stacja kolejowa w Meziměstí, w kraju hradeckim, w Czechach. Stanowi stację graniczną prowadzącą przez przejście graniczne Mieroszów-Meziměstí z czeskich Teplice nad Metují do Wałbrzycha przez Mieroszów. W budynku obecnie znajduje się miejscowy teatr. Od czerwca 2018 Koleje Dolnośląskie uruchamiają weekendowe połączenie turystyczne z Wałbrzycha do Meziměstí i Adršpachu.

## Połączenia
- Broumov
- Choceň
- Hradec Králové
- Náchod
- Nowe Miasto nad Metują
- Starkoč
- Teplice nad Metují
- Trutnov
- Týniště nad Orlicí

## Opis
Budynek stacji został wybudowany w latach 1873–1875. Wewnątrz znajdują się m.in. muzeum kolejnictwa i sala teatralna. Dworzec jest zabytkiem technicznym.

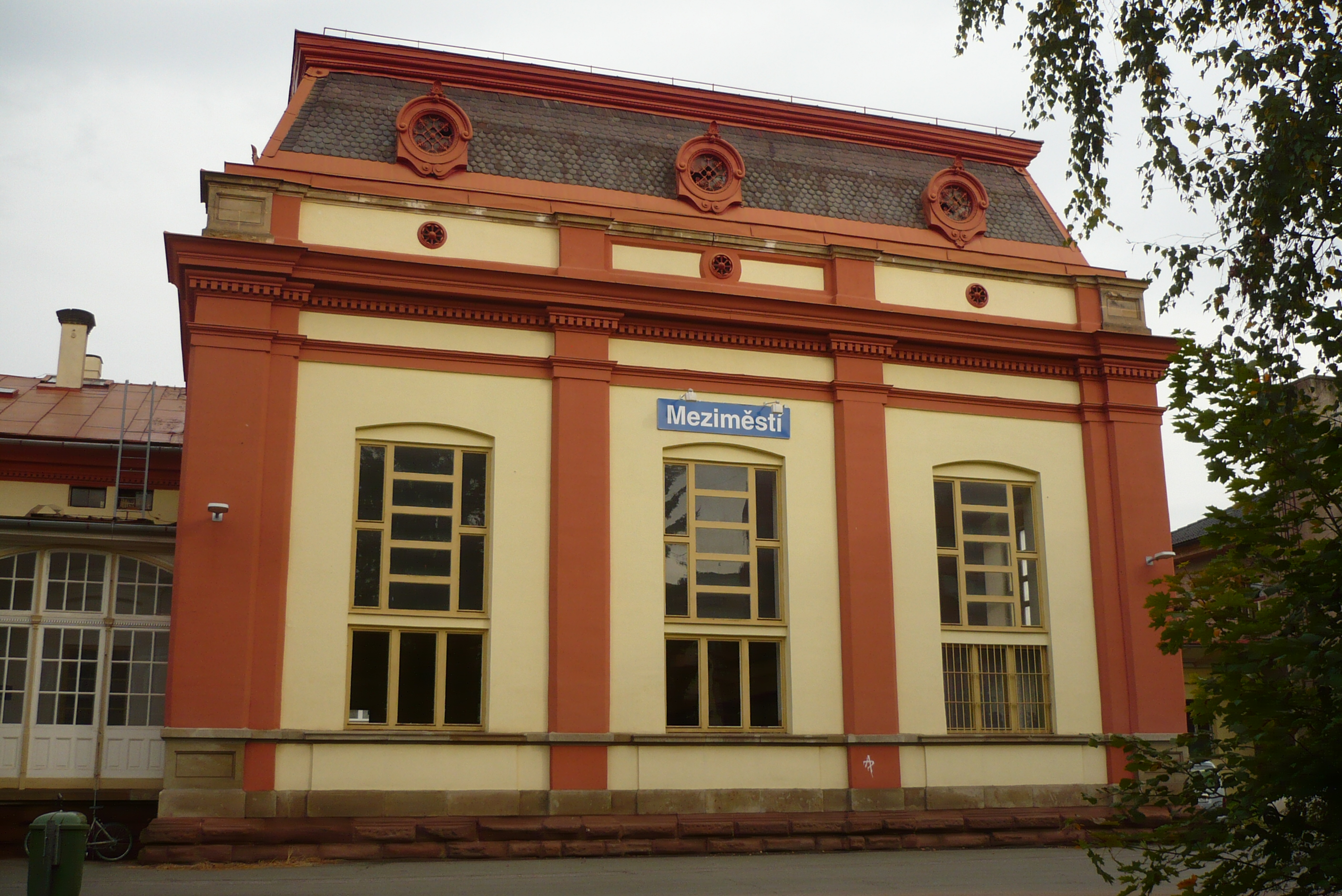
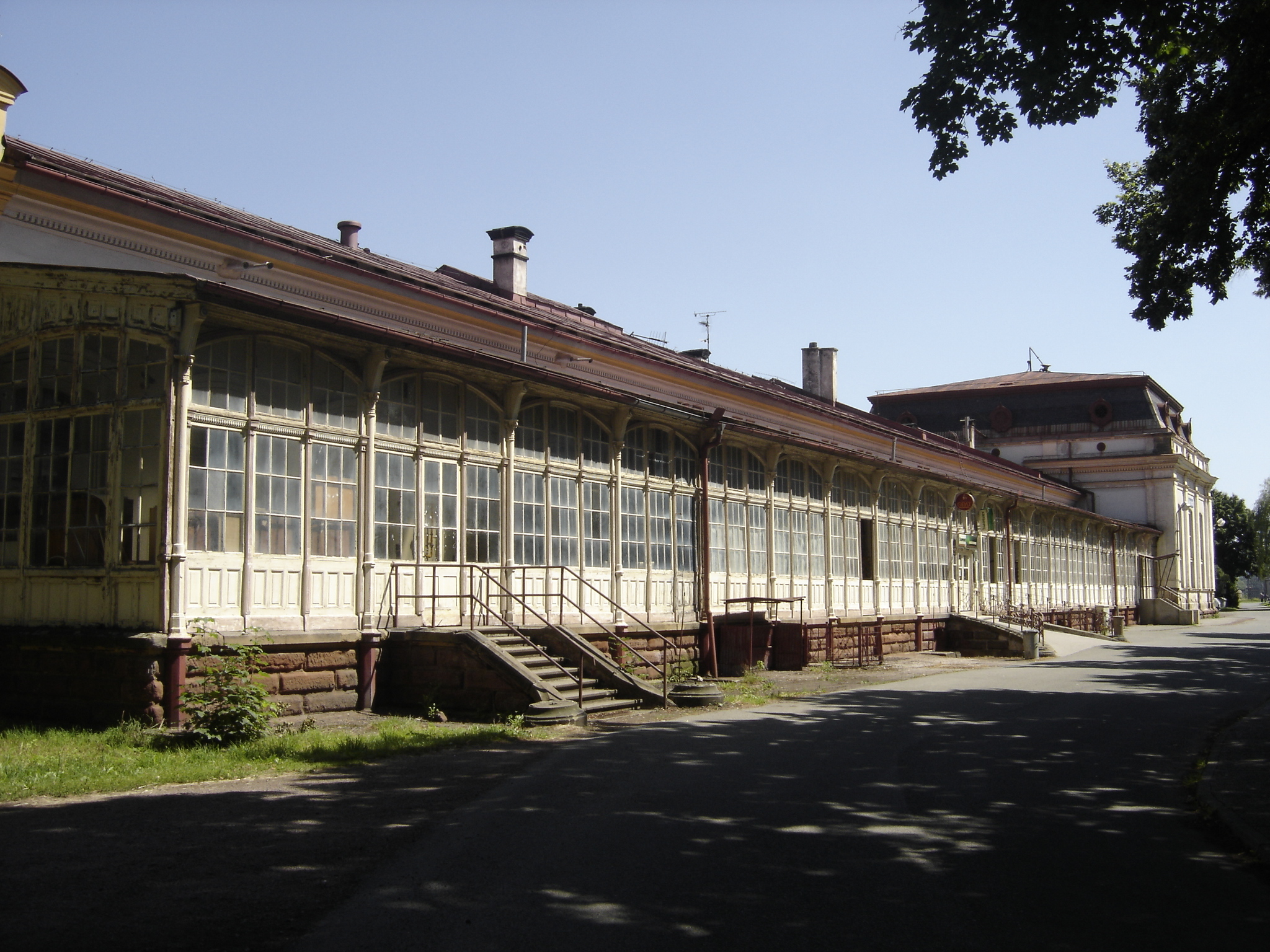
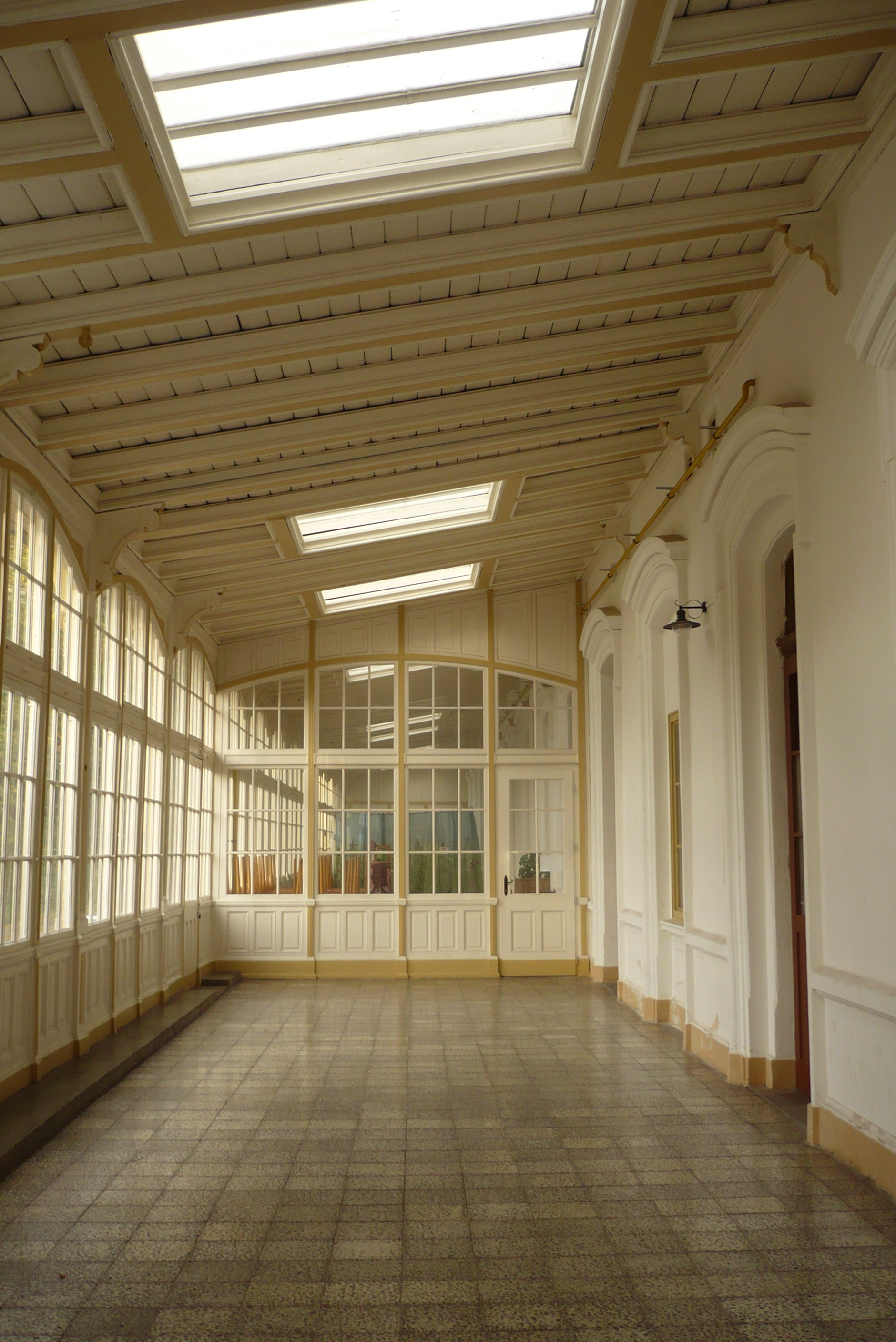
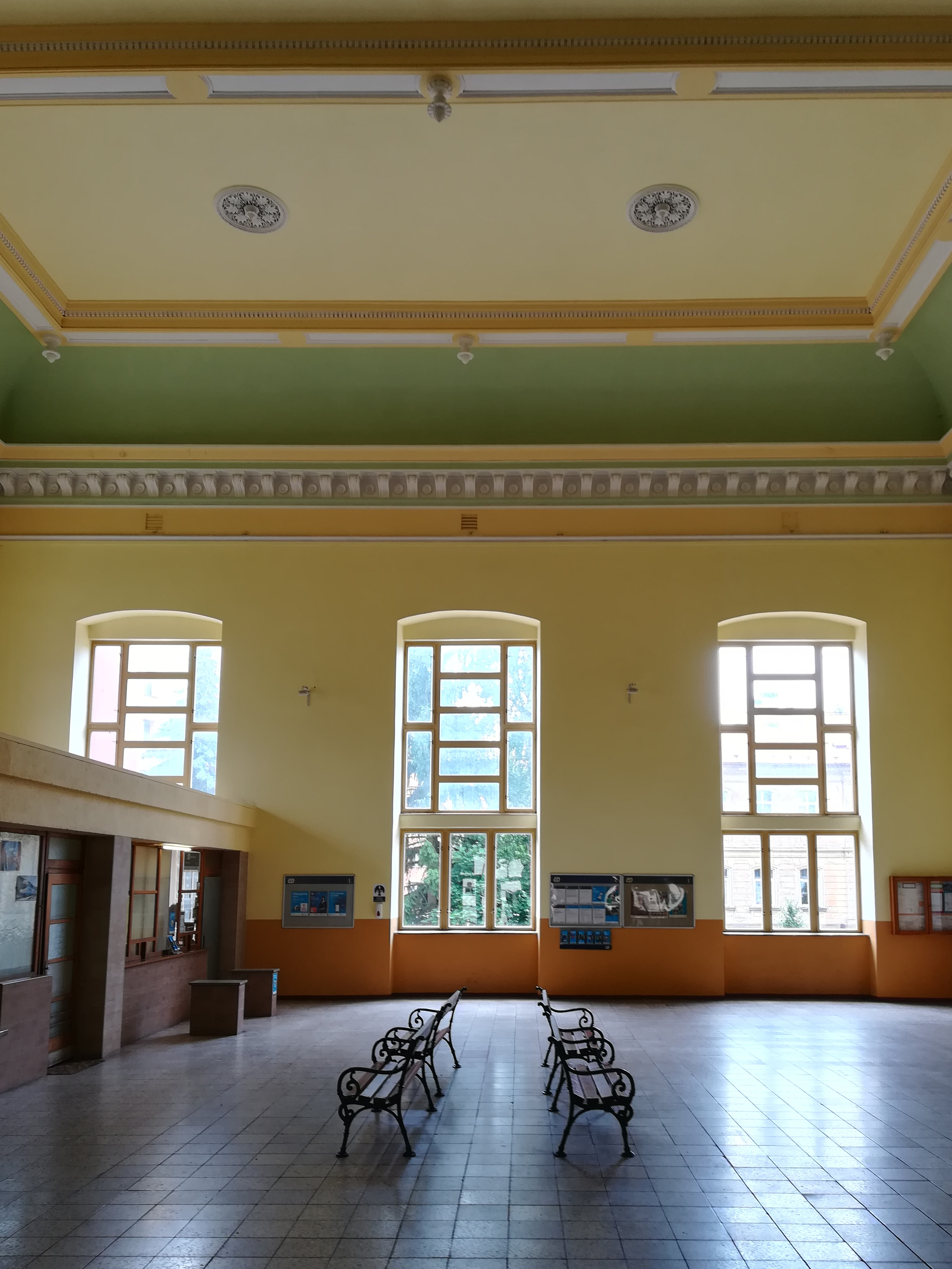
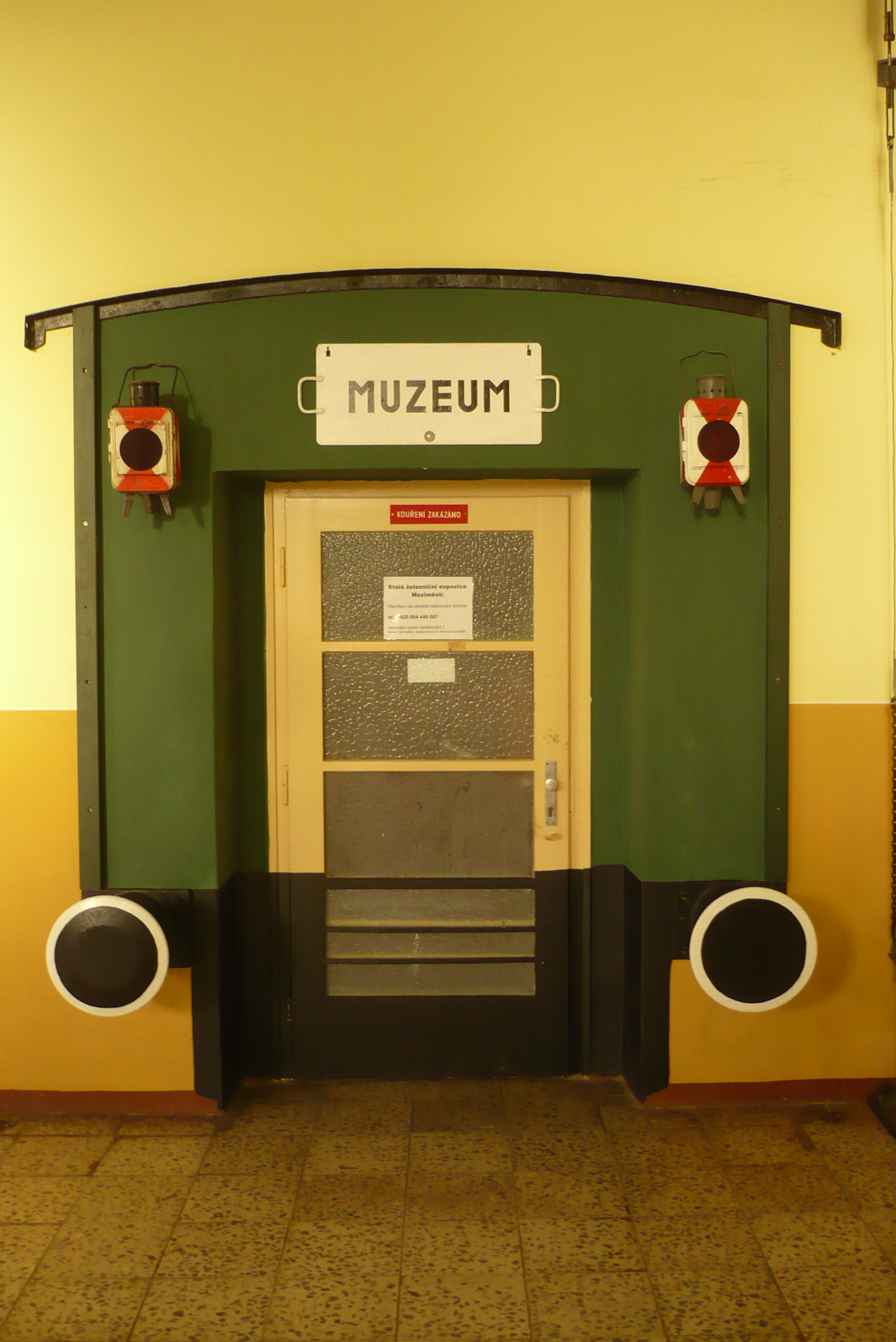